# Indywidualne mistrzostwa świata kobiet w speedrowerze
Indywidualne mistrzostwa świata kobiet w speedrowerze (ang. World Womens Individual Cycle Speedway Championship) – turniej wyłaniający najlepszą zawodniczkę w speedrowerze. Prowadzony jest przez Międzynarodową Federację Speedrowerową. Pierwsze mistrzostwa odbyły się w 2011 roku w Stanach Zjednoczonych.

## Medalistki
| Rok  | Miejsce     | Złoto               | Srebro         | Brąz              | Źr.   |
| ---- | ----------- | ------------------- | -------------- | ----------------- | ----- |
| 2011 | Edenton     | Laura Watson        | Vicky Brown    | Lauren Hookway    | [ 1 ] |
| 2013 | Salisbury   | Lauren Davies       | Nicky Kinross  | Sandra Tamborska  | [ 1 ] |
| 2015 | Wednesfield | Vicky Brown         | Lauren Hookway | Letitia Collins   | [ 1 ] |
| 2017 | Findon      | Żaneta Siemianowska | Macie Schmidt  | Letitia Collins   | [ 1 ] |
| 2019 | Leszno      | Lucy Millikin       | Emily Burgess  | Macie Schmidt     | [ 1 ] |
| 2023 | Salisbury   | Zuzanna Klett       | Lucy Millikin  | Rebekah Humphries | [ 1 ] |

## Klasyfikacja medalowa

### Według zawodniczek
Stan po sezonie 2023
| Lp. | Zawodniczka         | Państwo/Kraj | Lata      | Złoto | Srebro | Brąz | Razem |
| --- | ------------------- | ------------ | --------- | ----- | ------ | ---- | ----- |
| 1.  | Vicky Brown         | Anglia       | 2011–2015 | 1     | 1      | –    | 2     |
| 1.  | Lucy Millikin       | Australia    | 2019–2023 | 1     | 1      | –    | 2     |
| 3.  | Laura Watson        | Anglia       | 2011      | 1     | –      | –    | 1     |
| 3.  | Lauren Davies       | Anglia       | 2013      | 1     | –      | –    | 1     |
| 3.  | Żaneta Siemianowska | Polska       | 2017      | 1     | –      | –    | 1     |
| 3.  | Zuzanna Klett       | Polska       | 2023      | 1     | –      | –    | 1     |
| 7.  | Lauren Hookway      | Anglia       | 2011–2015 | –     | 1      | 1    | 2     |
| 7.  | Macie Schmidt       | Anglia       | 2017–2019 | –     | 1      | 1    | 2     |
| 9.  | Nicky Kinross       | Australia    | 2013      | –     | 1      | –    | 1     |
| 9.  | Emily Burgess       | Anglia       | 2019      | –     | 1      | –    | 1     |
| 11. | Letitia Collins     | Australia    | 2015–2017 | –     | –      | 2    | 2     |
| 12. | Sandra Tamborska    | Polska       | 2013      | –     | –      | 1    | 1     |
| 12. | Rebekah Humphries   | Anglia       | 2023      | –     | –      | 1    | 1     |

### Według państw/krajów
Stan po sezonie 2023
| Lp. | Państwo/Kraj | Złoto | Srebro | Brąz | Razem |
| --- | ------------ | ----- | ------ | ---- | ----- |
| 1.  | Anglia       | 3     | 4      | 3    | 10    |
| 2.  | Polska       | 2     | –      | 1    | 3     |
| 3.  | Australia    | 1     | 2      | 2    | 5     |